# S-adenosil metionina
La S-adenosil metionina (SAM) è un coenzima coinvolto nelle reazioni di trasferimento dei gruppi metile nei sistemi biologici (un processo definito metilazione). La SAM fu descritta per la prima volta nel 1952 dallo scienziato italiano Giulio Cantoni. La molecola è sintetizzata nei sistemi biologici dall'enzima metionina adenosiltransferasi (numero EC 2.5.1.6) a partire da adenosina trifosfato (ATP) e metionina. La SAM è anche conosciuta con il nome ademetionina o SAMe.

## Funzioni biologiche della SAM
Il gruppo metile (CH3) legato allo zolfo della SAM è chimicamente reattivo. Ciò permette la donazione di questo gruppo ad una seconda molecola (una reazione di transmetilazione). Più di 40 reazioni metaboliche, catalizzate in genere da enzimi detti metiltransferasi, coinvolgono il trasferimento di un metile da SAM a vari substrati biologici come acidi nucleici, proteine e lipidi.
La SAM è anche coinvolta nella biosintesi di numerosi ormoni e neurotrasmettitori collegati all'umore (come la dopamina e la serotonina). Le metiltransferasi sono anche responsabili dell'aggiunta di metili agli ossidrili in posizione 2' del primo e secondo nucleotide adiacenti al cappuccio 5' del mRNA.
Un'ulteriore importante funzione della SAM è all'interno della sintesi delle poliammine. In questo caso, la SAM è decarbossilata dalla adenosilmetionina decarbossilasi (numero EC 4.1.1.50) a formare S-adenosil-metioninammina. Tale composto in seguito dona il suo gruppo n-propilamminico per la biosintesi di poliammine come spermidina e spermina a partire da putrescina.

### Ciclo della SAM

Ciclo della SAM

Le reazioni che producono, consumano e rigenerano la SAM sono chiamate nel complesso ciclo della SAM. Nel primo passaggio di questo ciclo, le metilasi dipendenti da SAM (appartenenti alla sotto-sottoclasse enzimatica EC 2.1.1) utilizzano una molecola come substrato e producono S-adenosil omocisteina. Essa viene in seguito idrolizzata ad omocisteina ed adenosina dalla adenosilomocisteinasi (numero EC 3.3.1.1). La omocisteina viene successivamente riciclata a metionina attraverso il trasferimento di un metile da una molecola di 5-metiltetraidrofolato, mediato o dalla metionina sintasi (numero EC 2.1.1.13) o dalla 5-metiltetraidropteroiltriglutammato-omocisteina S-metiltransferasi (numero EC 2.1.1.14). La metionina può esser poi convertita successivamente a SAM dalla metionina adenosiltransferasi, completando il ciclo.

## Usi terapeutici
La S-Adenosil Metionina, per via delle numerose implicazioni biologiche, è stata sperimentata nel trattamento di diverse patologie (soprattutto depressione, osteoartrite e patologie epatiche), anche se ancora non si sono raggiunte sufficienti evidenze sperimentali per indicarla come trattamento di prima linea per alcuna di esse. A tale scopo è venduta come integratore alimentare in Italia fin dal 1979.
Gli integratori orali hanno una biodisponibilità molto bassa, per questo molti studi sono stati effettuati con forme iniettabili del composto. Tra tutte le forme, le capsule enteriche del sale "tosilato disolfato di SAMe" sembrano avere la maggiore biodisponibilità. Il composto, dopo l'ingestione di una dose di 1 grammo, raggiunge il picco plasmatico in 4-5 ore, mentre l'emivita è di circa 100 minuti. Non lega significativamente le proteine plasmatiche, è in grado di attraversare efficacemente la barriera emato-encefalica e perciò di raggiungere il sistema nervoso. Viene assorbito dalle cellule tramite un sistema di trasporto attivo e non per diffusione passiva, grazie al trasportatore per folato e biopterina (Fola Biopterine Transporter, FBT).

### Sistema nervoso centrale

#### Depressione
Oltre 40 studi hanno testato la capacità della SAMe di agire sui sintomi della depressione. Questa sua capacità si crede sia dovuta al fatto che è un intermedio essenziale del ciclo del carbonio, necessario alla sintesi di numerosi composti implicati nella neurotrasmissione e nella regolazione dell'espressione genica. Anomalie nel ciclo del carbonio mediato dalla SAMe e diminuzione dei livelli di folato sono stati rilevati nel 10-30% dei pazienti depressi. Inoltre una diminuzione dei livelli di SAMe nel fluido cerebrale è stata rilevata nei pazienti depressi.
Perciò il composto è stato studiato nel trattamento di questa patologia. Degli studi hanno evidenziato come dosi comprese tra i 400 mg ed i 1600 mg al giorno di SAMe siano superiori al placebo nel trattamento della depressione, mostrando in alcuni studi una efficacia comparabile ad alcuni antidepressivi, con una maggiore rapidità di azione (pochi giorni) e minori effetti collaterali e comportando anche un miglioramento delle capacità cognitive dei pazienti depressi. Simili osservazioni sono state fatte osservando l'attività elettrica cerebrale di pazienti sani a cui era stata somministrata per infusione venosa imipramina (un antidepressivo) e SAMe. Questi risultati sono particolarmente evidenti nelle prime settimane di trattamento, in cui SAMe, secondo i risultati di uno studio in cui è stato usato al dosaggio di 1600-3200 mg al giorno, sarebbe più efficace di citalopram nelle prime 12 settimane di trattamento; tuttavia è emerso che dopo la 12ª settimana i risultati si invertono e citalopram è più efficace nel lungo termine, per cui si è concluso che SAMe può essere consigliato nel trattamento di depressioni specie a breve termine. Risultati simili sono stati ottenuti anche nel trattamento della depressione associata al morbo di Parkinson.
Il composto è stato anche studiato in associazione ad un SSRI, ad un dosaggio compreso tra 800-1600 mg al giorno diviso in 2 somministrazioni giornaliere, per aumentare l'efficacia di questi farmaci antidepressivi, mostrando un miglioramento dei risultati rispetto ai pazienti trattati con soli SSRI anche in quelli resistenti al trattamento.

#### Schizofrenia
Degli studi hanno indagato l'efficacia del composto nel trattamento della schizofrenia. In particolare uno studio durato 8 settimane ha evidenziato che il trattamento con SAMe al dosaggio di 800 mg al giorno ha causato un miglioramento della qualità di vita (misurato con una apposita scala di valutazione chiamata QLS) e diminuzione del comportamento aggressivo nei pazienti che mostrano un polimorfismo dell'enzima COMT che ne causa una ipoattività. Questo polimorfismo è stato messo in relazione al comportamento aggressivo dei pazienti schizofrenici.

### Osteoartrite
L'osteoartrite è una patologia degenerativa delle cartilagini articolari che viene spesso trattata con antinfiammatori FANS al fine di ridurre infiammazione e dolore. Diversi studi hanno dimostrato come la SAMe possa avere un effetto positivo verso i sintomi di tale patologia, secondo alcuni dei quali comparabili a quelli degli antinfiammatori orali. Diverse meta analisi di studi hanno confermato questo effetto terapeutico per trattamenti con 1200-1800 mg al giorno di SAMe divisi in 3 somministrazioni giornaliere, anche se è stato rilevato che negli studi "aperti" si sono registrati dei risultati migliore che in quelli in cieco, segno che potrebbe esserci una influenza dell'effetto placebo nei risultati ottenuti.
In uno studio comparativo in doppio cieco condotto in Italia, alla dose di 1200 mg al giorno, dopo 30 giorni è risultato significativamente più efficace del placebo ma meno del naprossene (750 mg), diminuendo del 40% il dolore diurno e del 24% la limitazione funzionale nel movimento; in uno studio, dopo il secondo mese, è risultato efficace quanto il celecoxib nel diminuire dolore, gonfiore ed impedimento funzionale; in un altro studio (1200 mg al giorno) dopo 8 settimane di trattamento si è dimostrato efficace quanto nabumetone (1000 mg).
Da questi studi emerge che SAMe è più efficace del placebo e forse in misura comparabile agli antinfiammatori FANS (ma con una maggiore tollerabilità rispetto a questi) nel trattamento dell'osteoartrite ma con una latenza di azione di diverse settimane.

### Patologie epatiche
Numerosi studi hanno indagato l'utilità del composto nel trattamento delle patologie epatiche come l'epatite alcolica o la steatosi epatica. In uno studio multicentrico si è osservato che l'integrazione di SAMe al dosaggio di 1200 mg al giorno in pazienti con cirrosi epatica nel corso di 2 anni ha diminuito il tasso di trapianto e morte per peggioramento della malattia dal 29% al 12%, in particolare nei pazienti con malattia in stadio iniziale.
In uno studio è stato sperimentato come protettore epatico nei confronti della tossicità indotta da chemioterapici, dove si è dimostrato in grado di contenere l'aumento dei livelli di parametri ematici di AST, ALT e LDH rispetto ai pazienti non trattati, senza interferire significativamente con l'efficacia della terapia.

### Colestasi
In uno studio si è dimostrato efficace, al dosaggio di 1g/giorno, nel trattamento della colestasi gravidica ma in misura minore rispetto al trattamento con Acido Ursodeossicolico (UDCA) al dosaggio di 600 mg al giorno. Tuttavia non è stata stabilita la sicurezza di tale composto durante la gravidanza.

### Infezioni virali
Il Pegilato di IFNa è un farmaco talvolta utilizzato negli stadi iniziali di infezione da epatite C a causa dell'importanza del IFNa naturale nel mediare la virulenza e la risposta immunitaria; i donatori di gruppi metile come SAMe e betaina (un derivato della colina) sembrano amplificare la risposta di IFNa nel nucleo attraverso la via JAK-STAT dal momento che il virus overesprime la Protein Fosfatasi A2 (PP2Ac) che sopprime a sua volta PRMT1 (una molecola che preserva l'azione di STAT1 nella via metabolica JAK-STAT grazie alla metilazione); l'integrazione con un donatore di gruppi metile si crede possa aggirare questo meccanismo inibitorio. In uno studio, l'addizione di SAMe (1200 mg al giorno) al trattamento standard con IFNa\ribavirina ha aumentato il tasso di risposta al trattamento dal 14% al 58% nel breve termine; in un secondo trial è stato osservato che l'addizione di SAMe al trattamento standard ha permesso di rilevare livelli non misurabili del virus nel 48% pazienti precedentemente non responder, dopo 48 settimane di trattamento combinato.
Tuttavia è stato dimostrato come tale composto sia in grado di stimolare la crescita di Pneumocystis carinii che può essere responsabile di infezioni in pazienti immunocompromessi.

## Commercializzazione
La molecola è il principio attivo di un farmaco commercializzato in Italia sotto il nome di Samyr che rientra nella categoria degli antidepressivi in classe C (cioè a totale carico del paziente) mentre negli Stati Uniti è considerato un integratore alimentare.
Sono inoltre in vendita numerosi integratori a base di SAMe per il trattamento del cattivo umore e degli stati d’animo negativi in generale. In alcuni casi, tuttavia, la quantità di principio attivo presente in queste formulazioni risulta molto bassa e dunque insufficiente allo scopo terapeutico.